# Taiping (Taichung)
Taiping (chinesisch 太平區 / 太平区, Pinyin Tàipíng Qū) ist ein Bezirk (區,  Qū) der Stadt Taichung auf Taiwan, Republik China.

## Lage
Der Stadtbezirk Taiping liegt östlich angrenzend der historischen Kernstadt von Taichung (in den Grenzen vor 2010). Taiping ist der nach Heping flächenmäßig zweitgrößte Bezirk Taichungs und steht in Bezug auf Einwohnerzahl nach Dali ebenfalls an zweiter Stelle. Die benachbarten Stadtbezirke sind Xinshe im Nordosten, Beitun im Norden, der Nord- und Ostbezirk im Westen, Dali im Südwesten sowie Wufeng im Süden. Im Osten grenzt Taiping an die Gemeinde Guoxing des Landkreises Nantou.
Der östliche Teil Taipings wird überwiegend von den Dahengping-Bergen (Dahengpingshan, 大橫屏山), einem südlichen Zweig des Xueshan-Gebirges westlich des Flusses Dajiaxi (大甲溪,  Dàjiǎ xī). Die Berge sind durch relativ steile Berghänge gekennzeichnet, die eine Höhe von 900 bis 1200 Metern erreichen. Die mit 1205 Metern höchste Erhebung () liegt an der Grenze zu Guoxing. Westlich der Dahengping-Berge – von diesen getrennt durch die Tamaopu-Shuangtung-Verwerfung (大茅埔－雙冬斷層) – beginnt das Berg- oder Hügelland von Wufeng (Wufengshan 霧峰山,  Wùfēngshān), dessen durchschnittliche Höhe bei weniger als 400 Metern liegt. Der Westen Taipings (das urbane Zentrum) liegt im eigentlichen Taichung-Becken (臺中盆地,  Táizhōng Péndì). Dieser Teil macht etwa ein Fünftel der Gesamtfläche aus, besteht überwiegend aus Schwemmland und hat eine mittlere Höhe über dem Meeresspiegel von 100 Metern. Es gibt mehrere Richtung Westen und Süden fließende Bäche, die Zuflüsse des Dalixi (大里溪,  Dàlǐxī) sind.
Taiping gehört zur subtropischen Klimazone. Die niedrigsten Temperaturen werden mit im Mittel etwa 16 °C im Januar (minimal im Mittel 10 °C) und die höchsten im August mit im Mittel etwa 28 °C  (maximal im Mittel 32 °C) gemessen. Der Regen konzentriert sich auf die Monate Mai bis August und in den drei Monaten Juni bis August fallen mehr als die Hälfte des Jahresniederschlags. In diesen Monaten führen die Bäche große Wassermengen. Die Monate Oktober bis Dezember sind am trockensten.

## Geschichte
Zum Ursprung des Ortsnamens Taiping (太平), was als „größter Frieden“ übersetzt werden kann (es gibt je nach Kontext noch andere Übersetzungsmöglichkeiten), existieren zwei Theorien: zum einen soll der Name den Wunsch nach Frieden angesichts der ständigen Auseinandersetzungen zwischen han-chinesischen Einwanderern und autochthoner indigener Bevölkerung in der Region ausgedrückt haben, und zum anderen soll die Gegend während des japanisch-chinesischen Krieges von 1895/96 kampflos durch die japanischen Invasoren in Besitz genommen worden sein, was zur Benennung geführt haben soll. Zu japanischen Zeit erfolgte 1920 eine grundlegende Verwaltungsreorganisation in Taiwan, die zur Basis der heute existierenden Verwaltungseinheiten wurde. Taiping wurde in seinem heutigen Grenzen als ‚Dorf‘  (庄,  Zhuāng) in der Präfektur Taichū gebildet. Nachdem Taiwan nach Ende des Zweiten Weltkrieges zur Republik China gekommen war, wurde aus dem ‚Dorf‘ eine ‚Landgemeinde‘ (鄉,  Xiāng) und aus der Präfektur der Landkreis Taichung (die Kernstadt Taichung blieb dagegen kreisfrei). Im Jahr 1996 überschritt die Einwohnerzahl Taipings die Marke von 150.000 und Taiping erhielt am 1. August 1996 den Status einer Stadt (市,  Shì). Damals war es die größte Stadt auf Kreisebene in Taiwan. Der Landkreis Taichung wurde am 25. Dezember 2010 aufgelöst und vollständig in die Stadt Taichung eingegliedert, deren Einwohnerzahl dadurch auf über 1,5 Millionen anstieg, wodurch Taichung den Status einer ‚regierungsunmittelbaren Stadt‘ (直轄市,  Zhí xiá shì) erlangte. Alle ehemaligen Landkreisgemeinden (Städte, Stadtgemeinden, Landgemeinden) wurden zu Stadtbezirken (區,  Qū).

## Bevölkerung
Im März 2020 hatte Taiping 194.202 Einwohner. Darunter befanden sich 3219 Angehörige indigener Völker, entsprechend einem Bevölkerungsanteil von 1,7 %. Die größten Gruppen bildeten dabei die Amis (1226), Atayal (439), Paiwan (587), und Bunun (568).

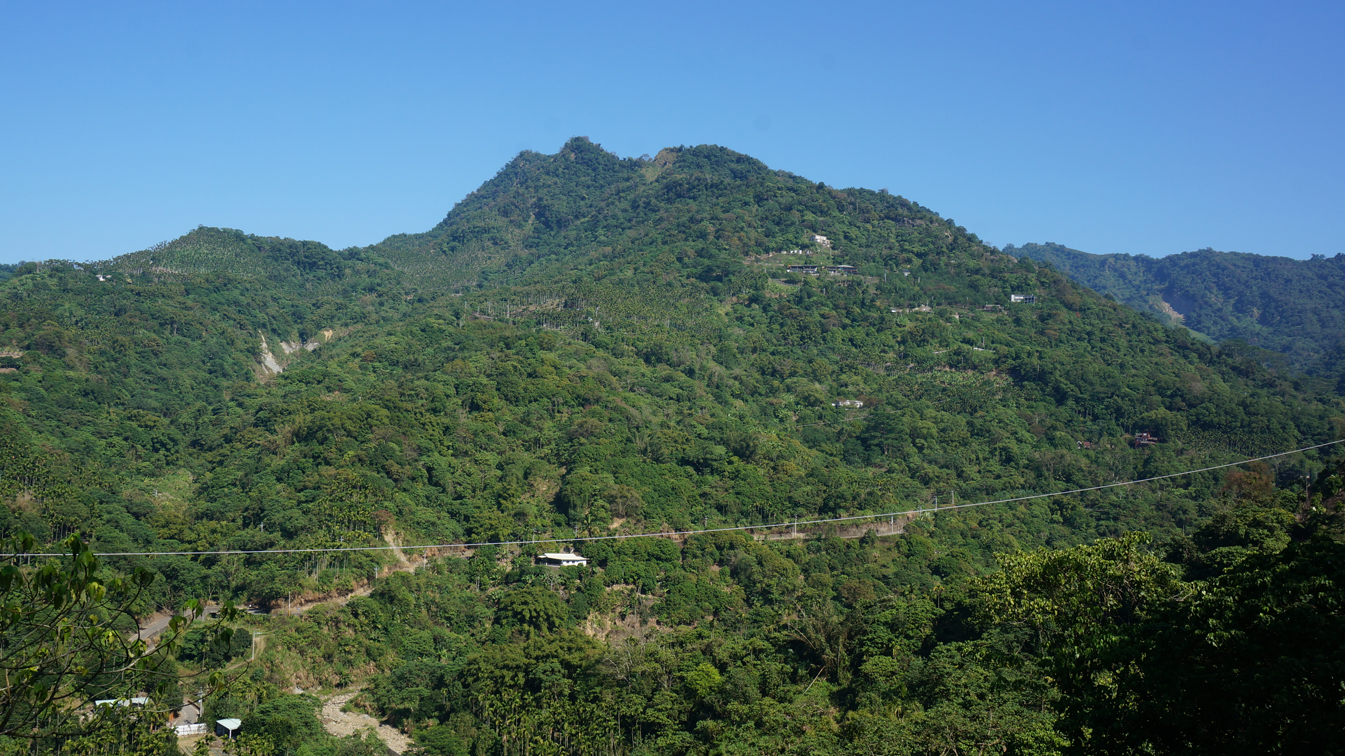
Anyingshan (暗影山, 997 m,)

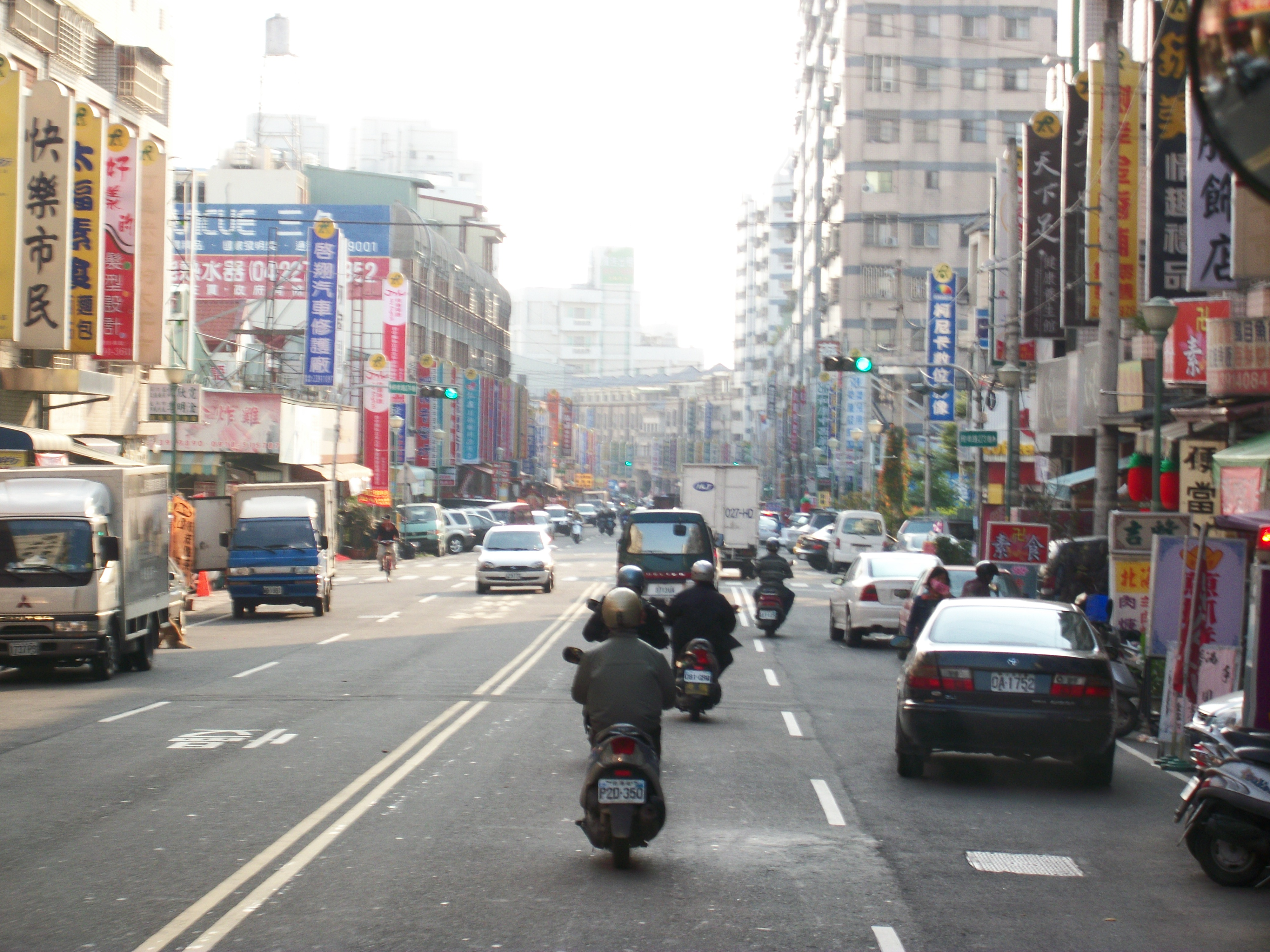
Zentrum von Taiping, (樹孝路 – Shuixiao-Straße Richtung Norden)

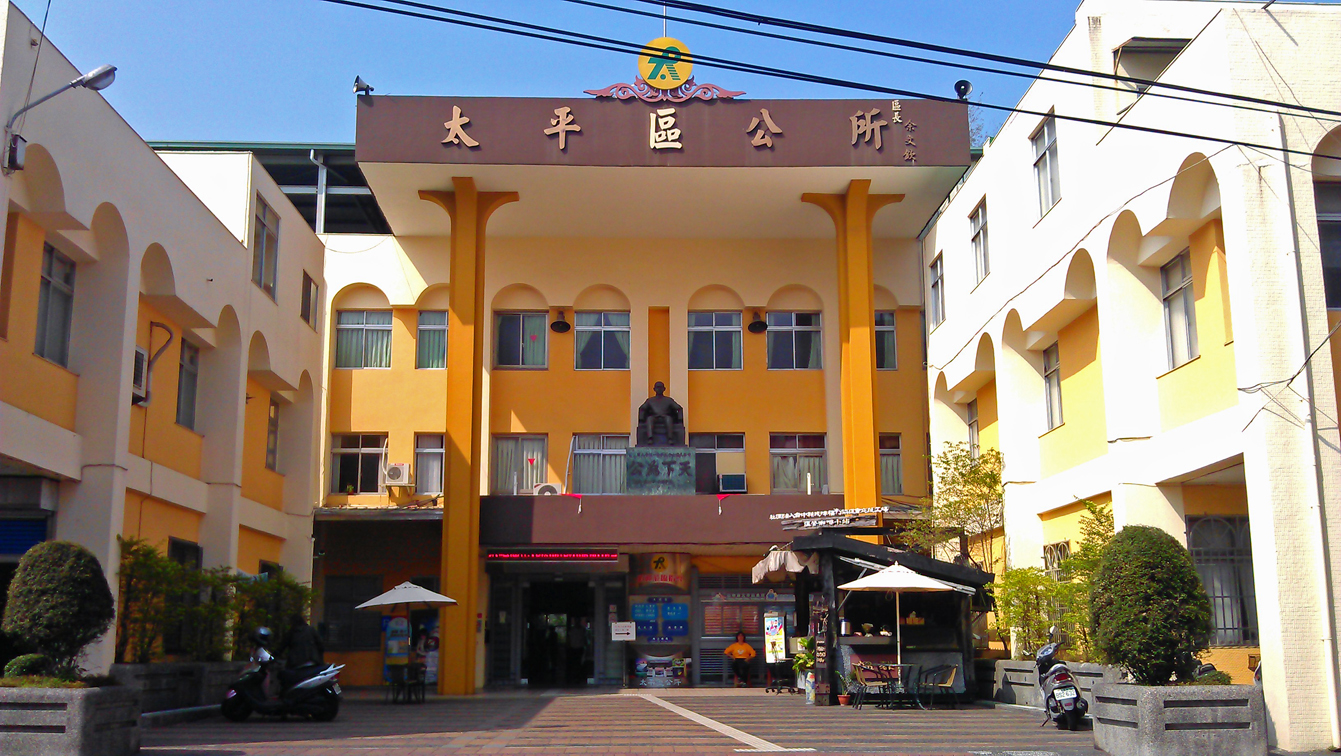
Bezirksamt von Taiping

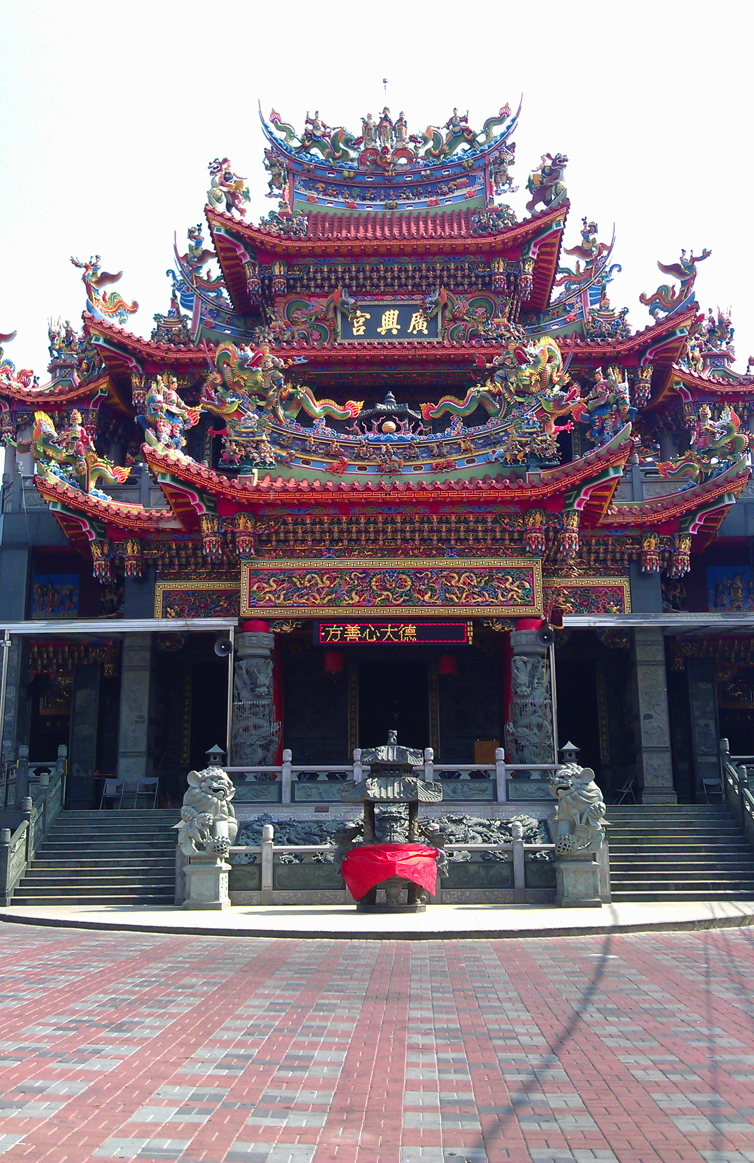
Guangxing-Tempel

| Gliederung von Taiping |
|                        |

## Verwaltungsgliederung
Taiping ist in 39 Ortsteile (里, Li) unterteilt:
1 Xinfu (新福里)

2 Xinguang (新光里)

3 Xinxing (新興里)

4 Xingao (新高里)

5 Xincheng (新城里)

6 Xinji (新吉里)

7 Xinping (新坪里)

8 Guanghua (光華里)

9 Guangming (光明里)

10 Zhongshan (中山里)

11 Yichang (宜昌里)

12 Yijia (宜佳里)

13 Yixin (宜欣里)

14 Fengnian (豐年里)

15 Dongping (東平里)

16 Zhongxing (中興里)

17 Zhongzheng (中政里)

18 Taiping (太平里)

19 Yongcheng (永成里)

20 Zhongping (中平里)

21 Yongping (永平里)

22 Chenggong (成功里)

23 Jianxing (建興里)

24 Jianguo (建國里)

25 Ping’an (平安里)

26 Changyi (長億里)

27 Delong (德隆里)

28 Yonglong (永隆里)

29 Guanglong (光隆里)

30 Xinglong (興隆里)

31 Fulong (福隆里)

32 Donghe (東和里)

33 Qinyi (勤益里)

34 Pinglin (坪林里)

35 Daxing (大興里)

36 Shenghe (聖和里)

37 Toubian (頭汴里)

38 Dongbian (東汴里)

39 Huangzhu (黃竹里)

## Wirtschaft
Basis der Wirtschaft ist die Industrie, in der 43 Prozent aller Beschäftigten tätig sind. Die Industrieproduktion umfasst vor allem Maschinenbau, Investitionsgüter, Aluminium- und Kunststoffprodukte. Die Einrichtung des Gewerbegebiets Taiping (太平工業區,  Tàipíng gōngyè qū) hat viele Gewerbebetriebe angezogen, so dass Taiping heute eines der Zentren der industriellen Produktion in Taichung ist.
In östlichen Berggebiet wird vorwiegend Landwirtschaft betrieben. Die wichtigsten Spezialitäten sind Japanische Wollmispel (Ernte von Februar bis April), Longan (von August bis September), Litschi (Zeitraum von Mai bis Juli) und Bambussprossen (April bis Oktober), sowie Bananen (ganzjährig).
Zur besseren Vermarktung findet seit 2003 alljährlich im März/April das Wollmispel-Festival (枇杷節,  Pípá jié) statt.

## Verkehr
Hauptverkehrsader ist die Provinzstraße 74 im Westen von Taiping, die auch einen größeren Abschnitt der westlichen Bezirksgrenze bildet. Von Westen nach Osten führt die Stadtstraße 136 durch das Bergland in Richtung Guoxing. Parallel zur Provinzstraße 74, aber weiter ostwärts verläuft in Nord-Süd-Richtung die Stadtstraße 129. In den westlich angrenzenden Bezirken bestehen Haltebahnhöfe der Längslinie der Taiwanischen Eisenbahn.

## Höhere Bildungseinrichtungen
Taiping ist Standort der Technischen Chinyi-Nationaluniversität (NCUT, 國立勤益科技大學,  Guólì Qínyì Kējì Dàxué, ). Die Universität ging aus einer 1971 gegründeten höheren technischen Schule hervor, die später in staatliche Regie übernommen wurde und 2007 den Status einer Nationaluniversität erhielt.

## Besonderheiten
In den ländlicheren Regionen Taipings bestehen Möglichkeiten des Naturtourismus. Das Tun-Bezirk-Kunstzentrum (屯區藝文中心,  Túnqū yìwén zhōngxīn, engl. Tun District Art Center, ) im Ortsteil Guanghua ist das zentrale Kulturzentrum für darstellende Kunst in Taichung. Das Hauptgebäude ist ein Mehrzweck-Aufführungssaal mit 1150 Sitzplätzen, außerdem gibt es ein experimentelles Theater mit 200 Sitzplätzen, sowie Ausstellungs- und Konferenzräume. Es gibt drei ältere Tempel in Taiping: den Taihe-Tempel (太和宮,  Tàihé gōng, ) im Ortsteil Taiping, einen Mazu-Tempel, der auf das Jahr 1866 zurückgeht, den Shenghe-Tempel (聖和宮,  Shènghé gōng, ) im Ortsteil Toubian, ein weiterer Mazu-Tempel, und den Guangxing-Tempel (廣興宮,  Guǎngxìng gōng, ) im Ortsteil Xinglong, einen Tempel des chinesischen Volksglaubens, in dem Wang Ye (王爺) verehrt wird.

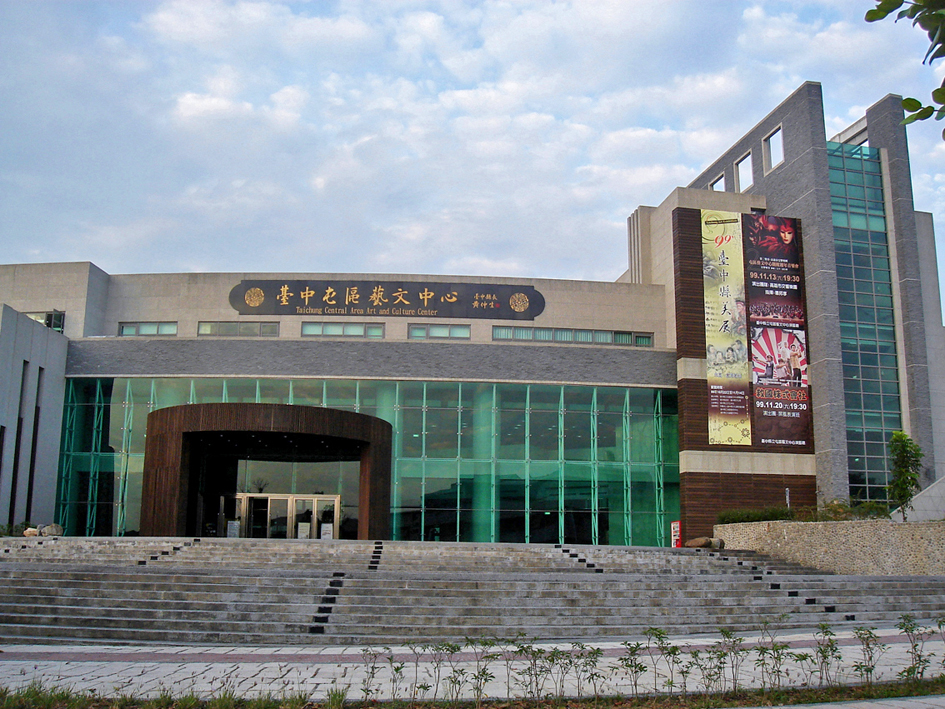
Tun-Bezirk-Kunstzentrum
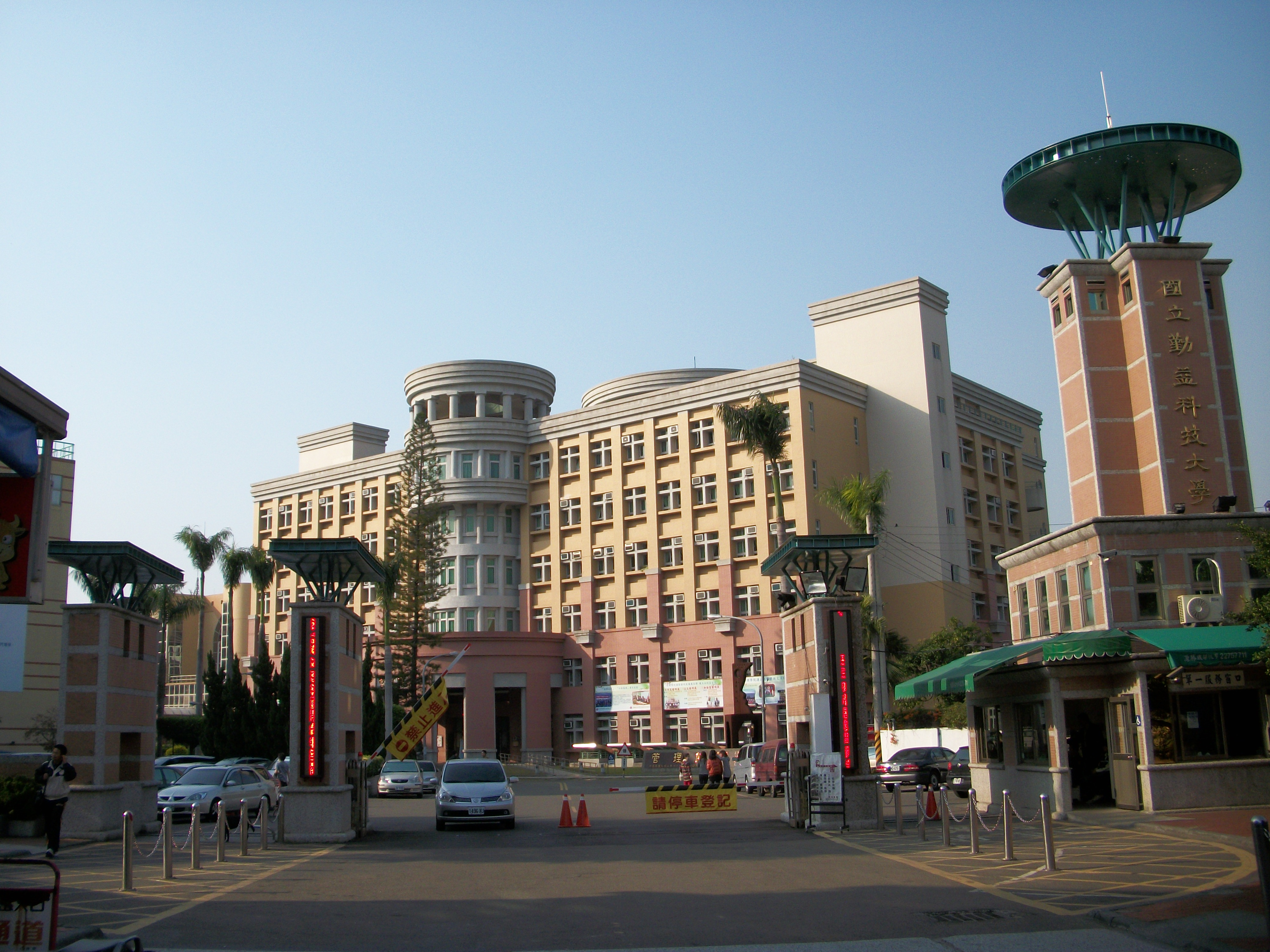
Gebäude der Qinyi-Universität